# Біні

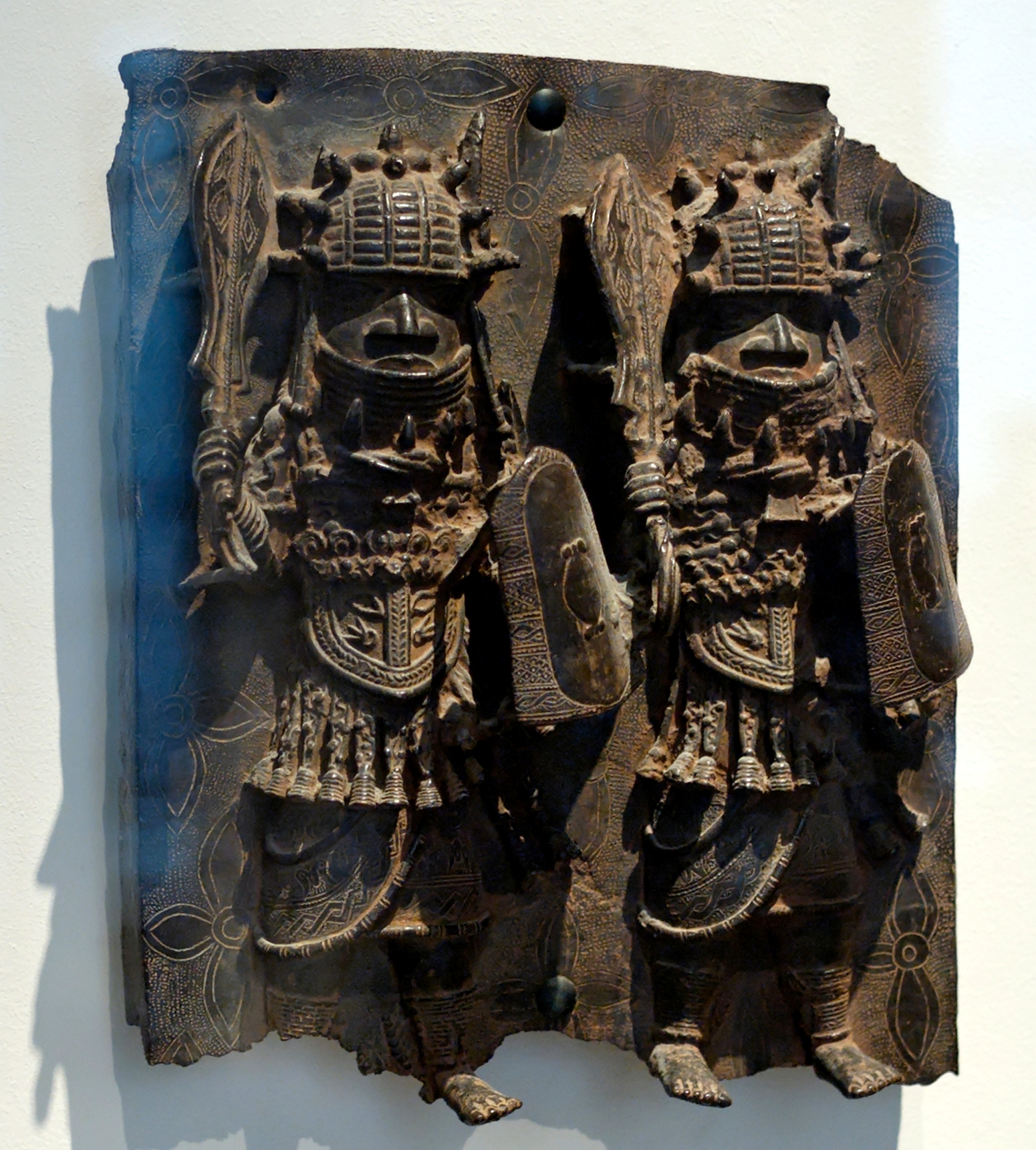
Скульптура на стіні палацу в королівстві Бенін, 16-18ст.

Біні (самоназва — біні, обіні, едо), народ на півдні Нігерії. Біні живуть на правобережжі нижньої течії річки Нігер (переважно — в штаті Едо). Чисельність — близько 1,3 млн осіб.

## Мова
Біні розмовляють мовою едо (аддо, овейдо, овіоба) центральної групи едоїдної гілки бенуе-конголезьких мов. Разом з біні до групи народів, що говорять на едоїдних мовах, входять ішан, урхобо, ісок, івбіосакон, етсако та ін.

## Історія
Біні — творці ранньої держави Бенін, етнічно, історично та культурно близькі до йоруба.

## Релігія
Частина біні — християни (протестанти та католики), частина дотримується традиційних вірувань.
Традиційна релігія — культи предків, правителя-оби, священних тварин, сил природи. Верховне божество — Оса, найшанованіше — Олокун (божество багатства, родючості, водної стихії). Традиційні свята — аграрного та життєвого циклу. Фольклор — космогонічні міфи, етногенетичні та історичні легенди, казки про тварин тощо. У кожному селі є оповідачі казок та міфів, що користуються великою пошаною. Основні музичні інструменти — барабани (емальо; відомо 17 різновидів), бронзові дзвіночки (ерово), семиструнна арфа (акпата) та ін.

## Культура
Традиційна культура типова для народів Верхньо-Гвінейської області. Основне заняття — ручне підсічно-вогневе землеробство. Традиційно живуть також у містах. Розвинені ремесла: плетіння, ткацтво, гончарство, обробка дерева та металу, різьба по кості, лиття з восковою моделлю з металевих сплавів (так звана бенінська бронза). Зберігаються сліди ремісничої спеціалізації окремих міських громад, великі родини, система вікових класів, сувора екзогамія лініджу та вірилокальність шлюбу, влада верховного правителя (оба), його лініджу та титулованих старійшин, таємна спілка Окерісон. Збереглися мальовані знаки-фразограми.

## Галерея

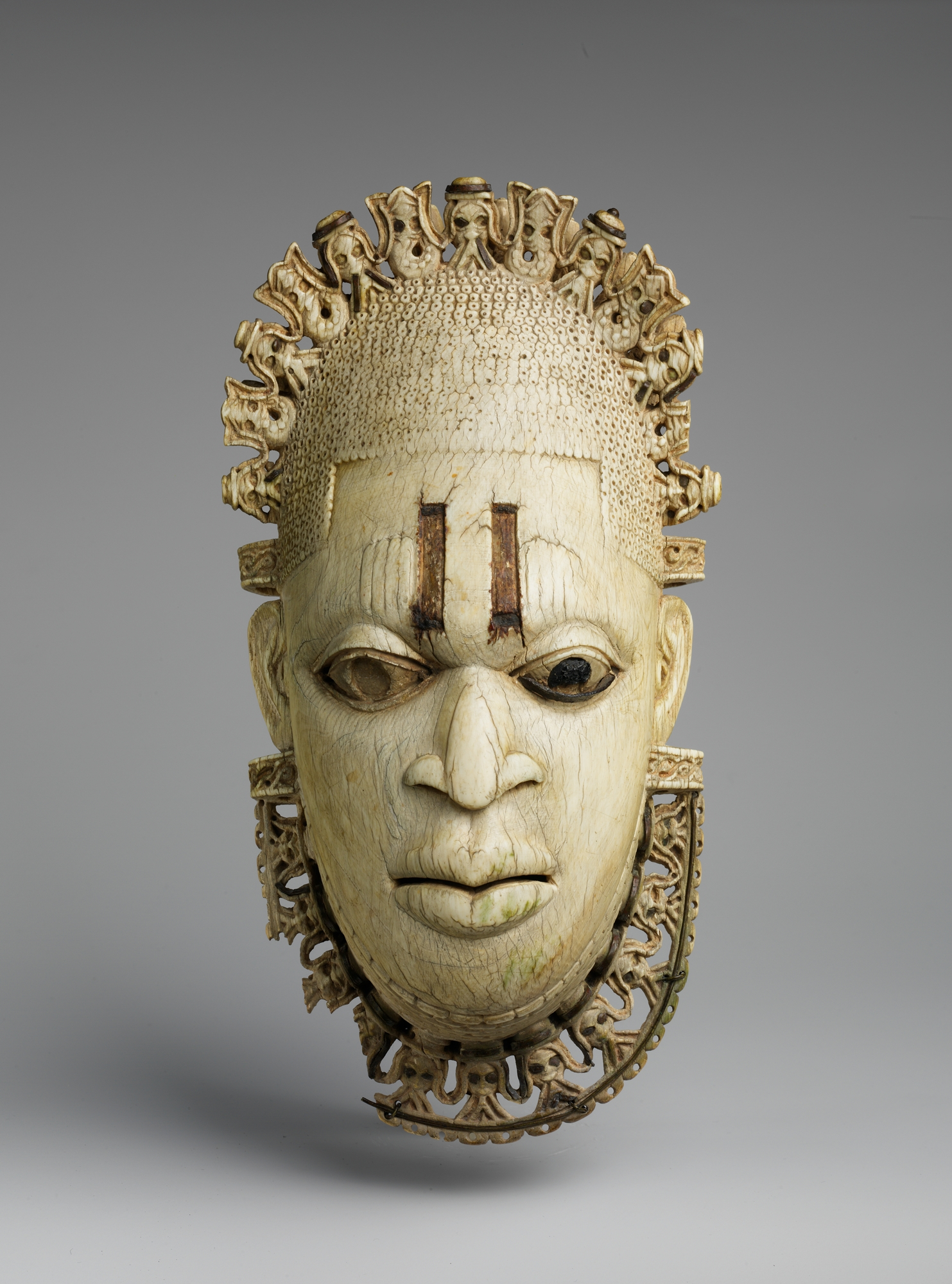
Маска XVI ст.
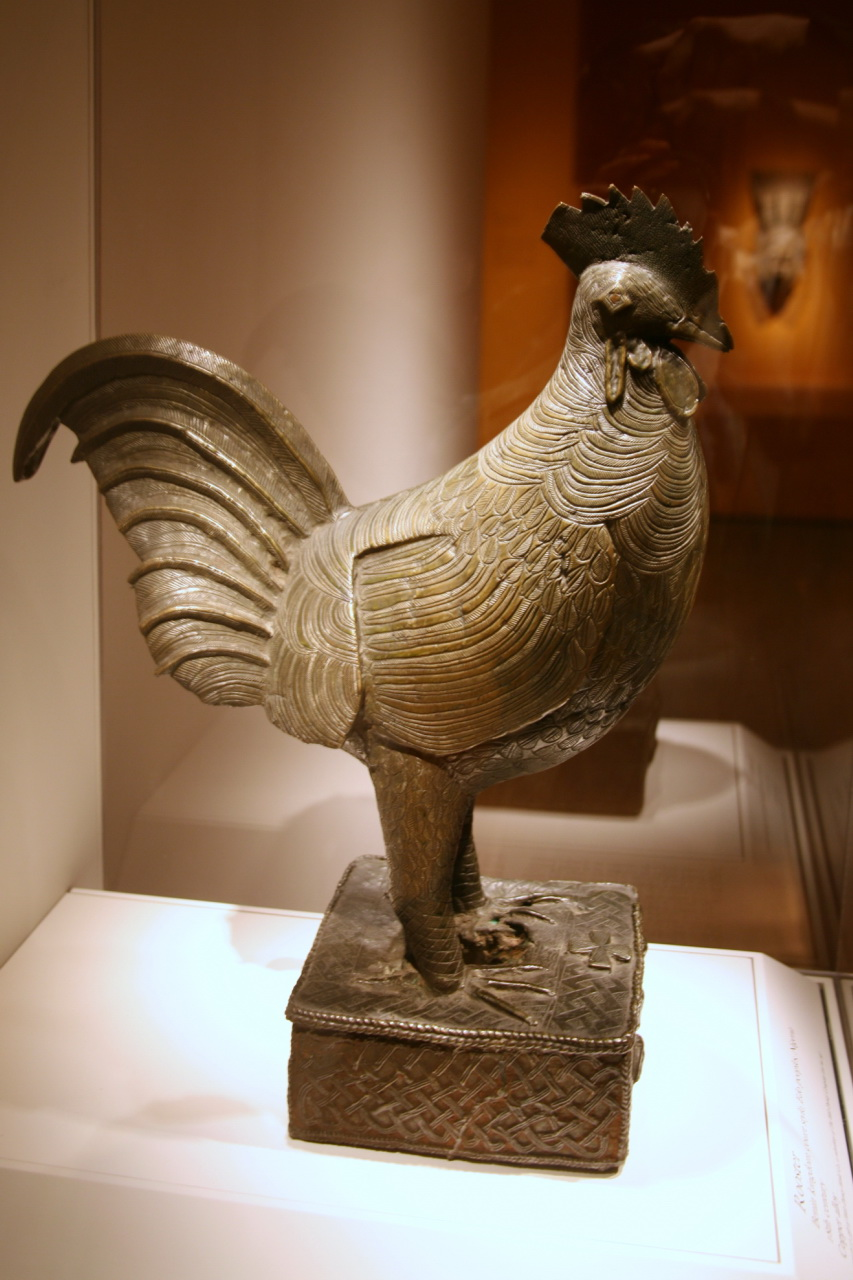
Півень (18 ст.)
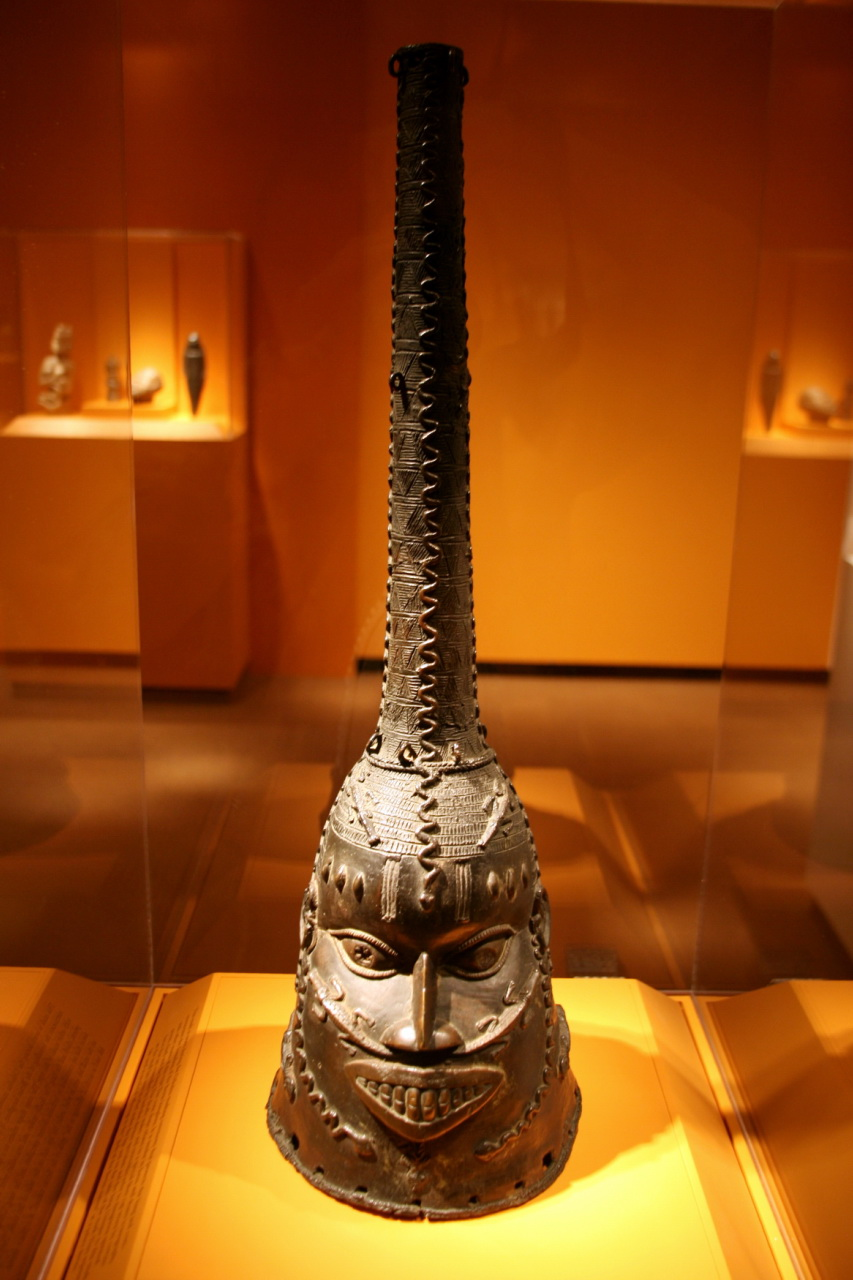
Маска (18 ст.)
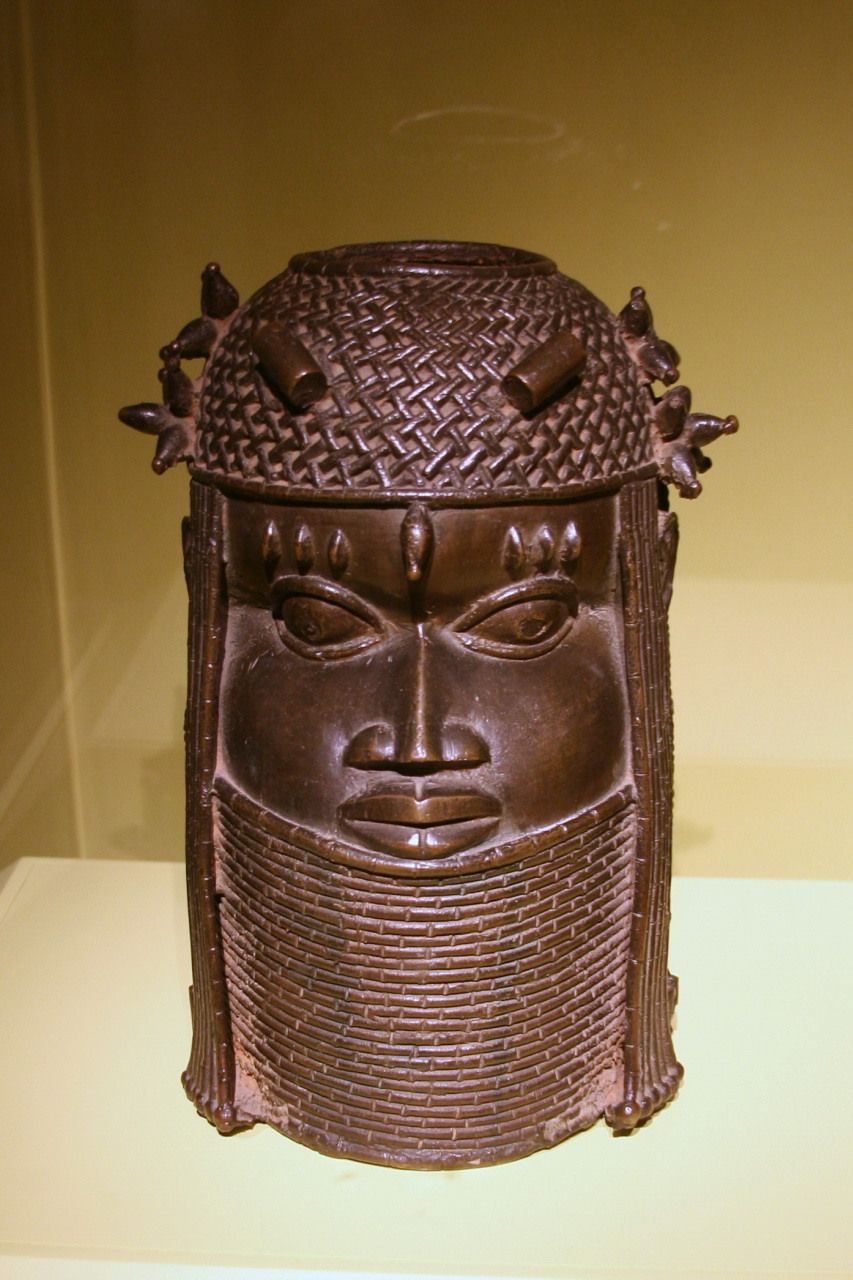
Оба, голова правителя (18 ст.)